# 幻龍屬
幻龍屬（學名：Nothosaurus）又名孽子龍，意為「假冒的蜥蜴」或「私生子蜥蜴」，是已滅絕鰭龍超目的一屬，是幻龍目中最著名的屬，也是幻龍目的名稱來源。幻龍的化石發現於歐洲、中東、中國，地質年代為三疊紀中晚期，接近2億4000萬到2億1000萬年前。

## 敘述

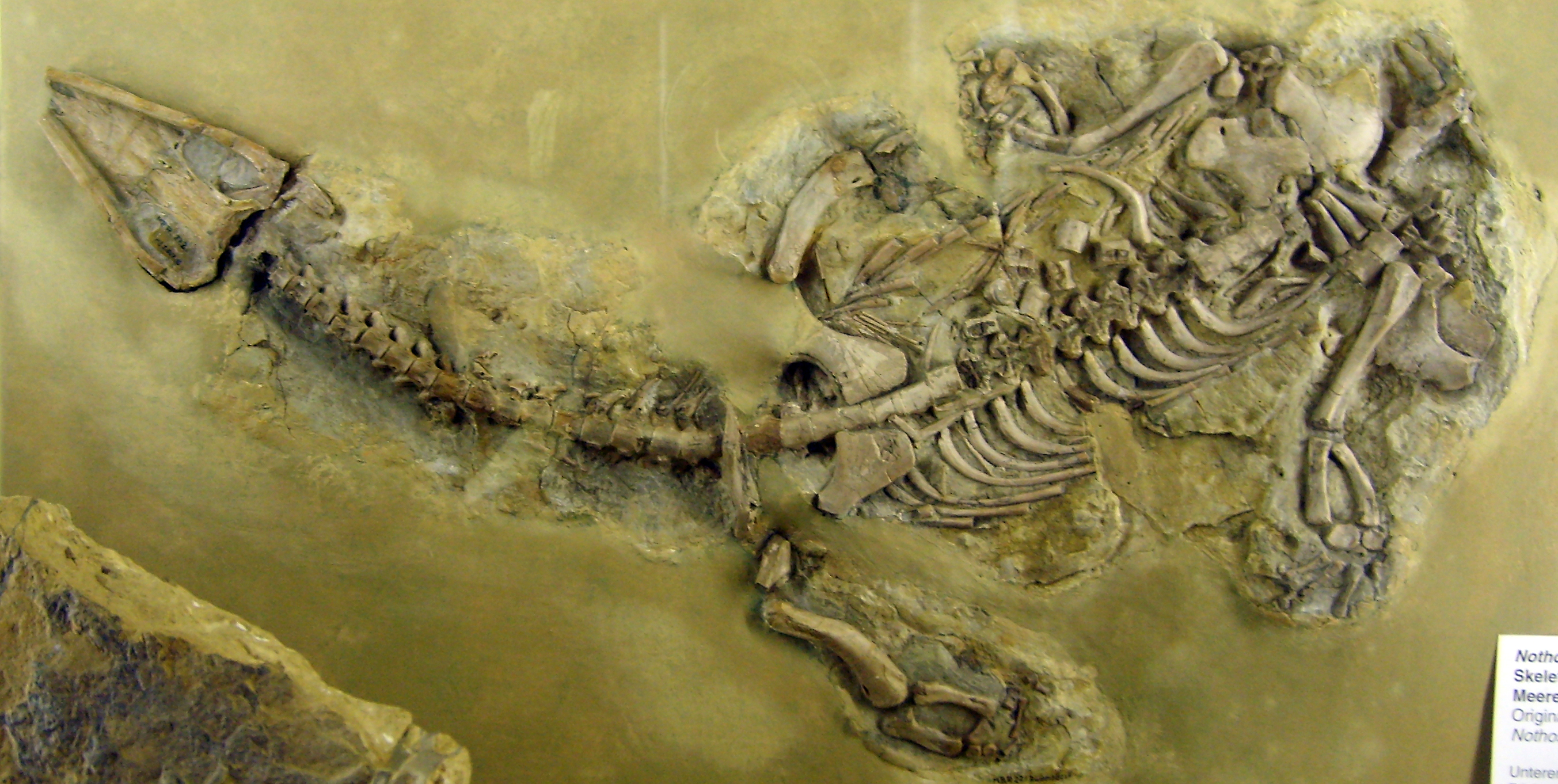
N. raabi的化石 - 柏林自然歷史博物館

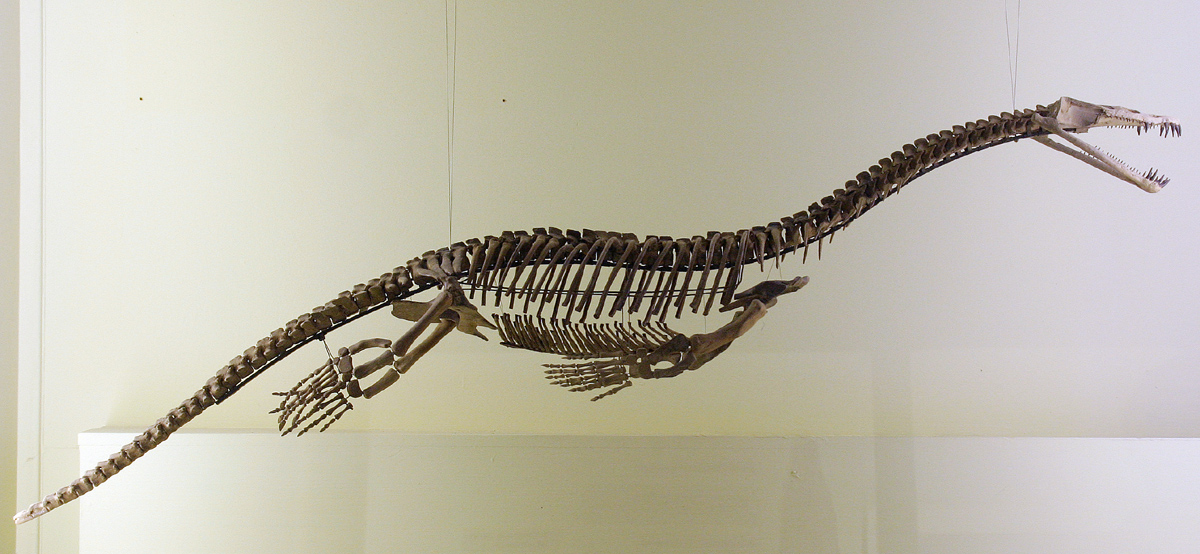
幻龍的骨架模型 - 柏林自然歷史博物館

幻龍是半海生動物，牠們可能過著類似現代海豹的生活。幻龍的身長約4公尺（13呎），具有長腳趾，趾間有蹼，尾巴可能呈鰭狀。幻龍可能藉由搖擺尾巴、四肢、以及有蹼的腳掌，以在水中推動前進。幻龍的頭部長、寬廣、平坦，牠們可能利用排列者針狀牙齒的長頜部，捕抓魚類與其他海中動物。幻龍可能緩慢跟蹤獵物，例如淺水區域的小型魚類，然後快速的展開攻擊。只有少數獵物可以從幻龍的嘴巴掙脫。
幻龍的身體在許多方面類似較晚期的蛇頸龍類，但牠們沒達到蛇頸龍類般的高度適應水生環境。某些科學家認為部分幻龍類演化出蛇頸龍類，例如滑齒龍、淺隱龍。

## 種
幻龍屬目前已有約12個已命名種。模式種是N. mirabilis，化石發現於德國的殼灰岩階（Muschelkalk，歐洲地層單元，相當於安尼西階到拉丁尼階）地層，是在1834年由德國古動物學家Georg zu Münster所敘述、命名。同樣在1834年，Georg zu Münster命名了Paranothosaurus，化石發現於德國奧斯納布呂克縣，目前被改歸類於幻龍屬的一個種，巨型幻龍（N. giganteus）。N. juvenilis的化石也發現於德國。N. edingerae的化石發現於殼灰岩階上層與考依波階（Keuper，歐洲地層單元，相當於拉丁尼階到瑞替階）。
N. jagisteus的化石發現於德國荷亨洛赫縣的殼灰岩階上層。荷蘭溫特斯韋克更發現3種幻龍的化石，地質年代屬於殼灰岩階下層，包含：N. marchicus、N. winterswijkensis、溫特斯韋克幻龍（N. winkelhorsti）。N. cymatosauroides的化石則發現於西班牙的殼灰岩階地層。
除了歐洲以外，N. haasi與N.  tchernovi的化石都發現於以色列拉蒙凹地（Makhtesh Ramon）。楊氏幻龍（N. youngi）、羊圈幻龍（N. yangjuanensis）、小吻幻龙（N. rostellatus）的化石都發現於中國貴州省。
過去還有許多種被歸類於幻龍屬，但目前都是無效種。其中，在1914年命名的N. procerus，目前是N. marchicus的次異名。其他的無效種包含：N. crassus、N. oldenburgi、N. raabi、N. schroderi、以及N. venustus。
本属包括以下物种：
- 奇異幻龍 Nothosaurus mirabilis Münster, 1834
- Nothosaurus cristatus Hinz, Matzke & Pfretzschner, 2019
- Nothosaurus cymatosauroides Sanz, 1983
- Nothosaurus edingerae Schultze, 1970
- 巨型幻龍 Nothosaurus giganteus Münster, 1834
- 哈氏幻龍 Nothosaurus haasi Rieppel et al., 1997
- Nothosaurus jagisteus Rieppel, 2001
- Nothosaurus marchicus Koken, 1893
- 小吻幻龙 Nothosaurus rostellatus Shang, 2006
- Nothosaurus tchernovi Haas, 1980
- 羊圈幻龍 Nothosaurus yangjuanensis Jiang et al., 2006
- 杨氏幻龙 Nothosaurus youngi Li &  Rieppel, 2004
- 張氏幻龍 Nothosaurus zhangi Liu et al., 2014

## 大眾文化
在迪士尼動畫電影《幻想曲》（Fantasia）的「春之祭」段落中，曾出現一隻幻龍，並被異齒龍獵食；但幻龍與異齒龍的時代與棲息地並不相同。
幻龍出現在BBC的2003年《與恐龍共舞》（Walking with Dinosaurs）特別節目：《海底霸王》（Sea Monsters）。在節目中，奈吉爾·馬文抓住一隻幻龍，並向觀眾解說其頭部特徵。
在柏林的自然歷史博物館展出一個拉氏幻龍（Nothosaurus raabi）的完整化石。
由環球影業與夢工廠動畫聯合製作的電視動畫侏儸紀世界：白堊冒險營中也出現了幻龍，但片中的幻龍具有與事實不符的兩棲行動能力。

### 註腳
1. ↑  Palmer, D. (编). . London: Marshall Editions. 1999: 72. ISBN 1-84028-152-9.
2. ↑  Diedrich, C. . Palaeogeography, Palaeoclimatology, Palaeoecology. 2009, 273 (1): 1–16.
3. ↑  Rieppel, O. . Paleontology. 1994, 37: 733–745.
4. ↑  Rieppel, O.; and Wild, R. . Stuttgarter Beiträge für Naturkunde, Serie B. 1994.
5. ↑  Shang, Q.-H. . Palaeoworld. 2007, 16: 254–263.
6. 1 2  Albers, P. C. H. . Vertebrate Palaeontology. 2005, 3 (1): 1–7.
7. 1 2  Klein, N.; and Albers, P. C. H. . Acta Palaeontologica Polonica. 2009, 54 (4): 589–598.
8. ↑  Rieppel, O.; and Hagdorn, H. . Historical Biology: An International Journal of Paleobiology. 1998, 13 (1): 77–97.
9. ↑  Rieppel, O.; Mazin, J.-M.; and Tchernov, E. . Comptes Rendus de l'Académie des Sciences Series IIA. 1997, 325 (12): 991–997.
10. ↑  Rieppel, O.; Mazin, J.-M.; and Tchernov, E. . Fieldiana. 1999, 1 (40).
11. ↑  Li, J.; and Rieppel, O. . Vertebrata PalAsiatica. 2004, 42 (1): 1–12.
12. ↑  Jiang, W.; Maisch, M. W.; Hao, W.; Sun, Y.; and Sun, Z. . NeuesJahrbuch für Geologie und Paläontologie, Monatshefte. 2006, 5: 257–276.
13. ↑  Shang, Q.-H. . Vertebrata PalAsiatica. 2006, 44 (3): 237–249.
14. ↑  Schroder, H. . Abhandlungen der Preussischen Geologischen Landesanstalt, Neue Folge. 1914, 65: 1–98.
15. ↑  Rieppel, O.; and Wild, R. . Fieldiana. 1996, 1 (34): 1–82.

### 書目
- Dixon, Dougal (2006). The Complete Book of Dinosaurs. Hermes House.
- Haines, Tim, and Paul Chambers. The Complete Guide to Prehistoric Life. Pg. 64. Canada: Firefly Books Ltd., 2006

## 外部連結
- 贵州中三叠世早期幻龙属(Nothosaurus)一新种 （页面存档备份，存于）